# Josh Brownhill
Joshua Brownhill, detto Josh (Warrington, 19 dicembre 1995), è un calciatore inglese, centrocampista svincolato.

## Carriera
Cresciuto nel Manchester United, nel 2012 passa al Preston North End, con cui esordisce in prima squadra il 12 ottobre 2013, nella sconfitta casalinga contro il Crewe Alexandra. Una settimana più tardi segna la prima rete in carriera, in occasione della vittoria per 1-2 ottenuta contro il Gillingham. Il 14 gennaio 2016 passa in prestito al Barnsley, con cui resta fino al termine della stagione, conquistando la promozione in Championship. Il 2 giugno 2016 si trasferisce al Bristol City; impostosi come titolare nel ruolo, il 21 dicembre 2017 prolunga fino al 2021 con i Robins. Il 30 gennaio 2020 viene ceduto al Burnley, con cui firma un quadriennale.

## Statistiche

### Presenze e reti nei club
Statistiche aggiornate al 3 maggio 2025.
| Stagione            | Squadra             | Campionato          | Campionato | Campionato | Coppe nazionali | Coppe nazionali | Coppe nazionali | Coppe continentali | Coppe continentali | Coppe continentali | Altre coppe | Altre coppe | Altre coppe | Totale | Totale | Totale |
| Stagione            | Squadra             | Comp                | Pres       | Reti       | Comp            | Pres            | Reti            | Comp               | Pres               | Reti               | Comp        | Pres        | Reti        | Pres   | Reti   |        |
| ------------------- | ------------------- | ------------------- | ---------- | ---------- | --------------- | --------------- | --------------- | ------------------ | ------------------ | ------------------ | ----------- | ----------- | ----------- | ------ | ------ | ------ |
| 2013-2014           | Preston N.E.        | FL1                 | 24+1       | 3          | FACup+CdL       | 4+0             | 0               | -                  | -                  | -                  | FLT         | 1           | 0           | 30     | 3      |        |
| 2014-2015           | Preston N.E.        | FL1                 | 18         | 2          | FACup+CdL       | 4+2             | 0               | -                  | -                  | -                  | FLT         | 4           | 0           | 28     | 2      |        |
| 2015-gen. 2016      | Preston N.E.        | FLC                 | 3          | 0          | FACup+CdL       | 1+2             | 0+1             | -                  | -                  | -                  | -           | -           | -           | 6      | 1      |        |
| Totale Preston N.E. | Totale Preston N.E. | Totale Preston N.E. | 45+1       | 5          |                 | 13              | 1               |                    | -                  | -                  |             | 5           | 0           | 64     | 6      |        |
| gen.-giu. 2016      | Barnsley            | FL1                 | 21+3       | 2+1        | FACup+CdL       | -               | -               | -                  | -                  | -                  | FLT         | 2           | 0           | 26     | 3      |        |
| 2016-2017           | Bristol City        | FLC                 | 27         | 1          | FACup+CdL       | 3+2             | 0               | -                  | -                  | -                  | -           | -           | -           | 32     | 1      |        |
| 2017-2018           | Bristol City        | FLC                 | 45         | 5          | FACup+CdL       | 0+6             | 0               | -                  | -                  | -                  | -           | -           | -           | 51     | 5      |        |
| 2018-2019           | Bristol City        | FLC                 | 45         | 5          | FACup+CdL       | 3+1             | 1+0             | -                  | -                  | -                  | -           | -           | -           | 49     | 6      |        |
| 2019-gen. 2020      | Bristol City        | FLC                 | 28         | 5          | FACup+CdL       | 1+0             | 0               | -                  | -                  | -                  | -           | -           | -           | 29     | 5      |        |
| Totale Bristol City | Totale Bristol City | Totale Bristol City | 145        | 16         |                 | 16              | 1               |                    | -                  | -                  |             | -           | -           | 161    | 17     |        |
| gen.-giu. 2020      | Burnley             | PL                  | 10         | 0          | FACup+CdL       | 0               | 0               | -                  | -                  | -                  | -           | -           | -           | 10     | 0      |        |
| 2020-2021           | Burnley             | PL                  | 33         | 0          | FACup+CdL       | 0+3             | 0+1             | -                  | -                  | -                  | -           | -           | -           | 36     | 1      |        |
| 2021-2022           | Burnley             | PL                  | 35         | 2          | FACup+CdL       | 1+2             | 0               | -                  | -                  | -                  | -           | -           | -           | 38     | 2      |        |
| 2022-2023           | Burnley             | FLC                 | 41         | 7          | FACup+CdL       | 4+3             | 0               | -                  | -                  | -                  | -           | -           | -           | 48     | 7      |        |
| 2023-2024           | Burnley             | PL                  | 33         | 4          | FACup+CdL       | 1+1             | 0               | -                  | -                  | -                  | -           | -           | -           | 35     | 4      |        |
| 2024-2025           | Burnley             | FLC                 | 42         | 18         | FACup+CdL       | 1+1             | 0               | -                  | -                  | -                  | -           | -           | -           | 44     | 18     |        |
| Totale Burnley      | Totale Burnley      | Totale Burnley      | 194        | 31         |                 | 17              | 1               |                    | -                  | -                  |             | -           | -           | 211    | 32     |        |
| Totale carriera     | Totale carriera     | Totale carriera     | 405+4      | 54+1       |                 | 46              | 3               |                    | -                  | -                  |             | 7           | 0           | 462    | 58     |        |

## Palmarès

### Club

#### Competizioni nazionali
- Football League Trophy: 1

Barnsley: 2015-2016
- Campionato inglese di seconda divisione: 1

Burnley: 2022-2023